# Вероніка східна
Вероніка східна (Veronica orientalis) — вид квіткових рослин родини подорожникових (Plantaginaceae).

## Біоморфологічна характеристика
Це напівкущик. Рослина заввишки 7–45 см, зазвичай сильно розгалужена біля основи, стебла запушені. Листки майже сидячі, 6–40 × 1–13 мм, верхівка від гострої до округлої, запушені; нижні листки ланцетні, еліптичні чи широколанцетно-яйцюваті, край ± віддалено зазубрений, рідше городчастий або майже суцільний, з 2–6 зубцями з кожного боку; верхні листки вужчі, лінійні чи лінійно-ланцетні, край цілий. Суцвіть 1–6, ± супротивні, 3–10 см, 10–50 квіток, вісь і квітконіжки запушені, завжди залозисті. Чашечка 2–4 мм, часток 4–5, від лінійних до видовжено-ланцетних, запушені чи голі. Віночок синій, рожевий або білий, 7–12 мм в діаметрі. Коробочка 2.5–4 × 4–6 мм. Насіння ≈ 2–10, яйцеподібне чи майже округле, 1–2.5 × 1–1.5 мм.

## Поширення
Іран, Ірак, Ліван, Сирія, Туреччина, Північний Кавказ, Вірменія, Азербайджан, Україна [Крим]?.